# Serjania palmeri
Serjania palmeri là một loài thực vật có hoa trong họ Bồ hòn. Loài này được S. Watson miêu tả khoa học đầu tiên năm 1889.